# Weesp
Weesp je město v Nizozemí, v provincii Severní Holandsko. Leží na řekách Vecht a Small Weesp a také vedle Amsterdam-Rýnského kanálu. Ve městě žije přibližně 19 tisíc obyvatel. Je obklopeno otevřenými loukami a pastvinami. Jen 3 km od města končí Amsterdamské metro.

## Pamětihodnosti
- De Vriendschap – větrný mlýn z roku 1900[2]
- Weesper Automaten Kabinet – muzeum zaměřené na plně funkční hudební, prodejní a herní automaty[3]

## Partnerská města
- Svitavy, Česko